# Finnensiedlung

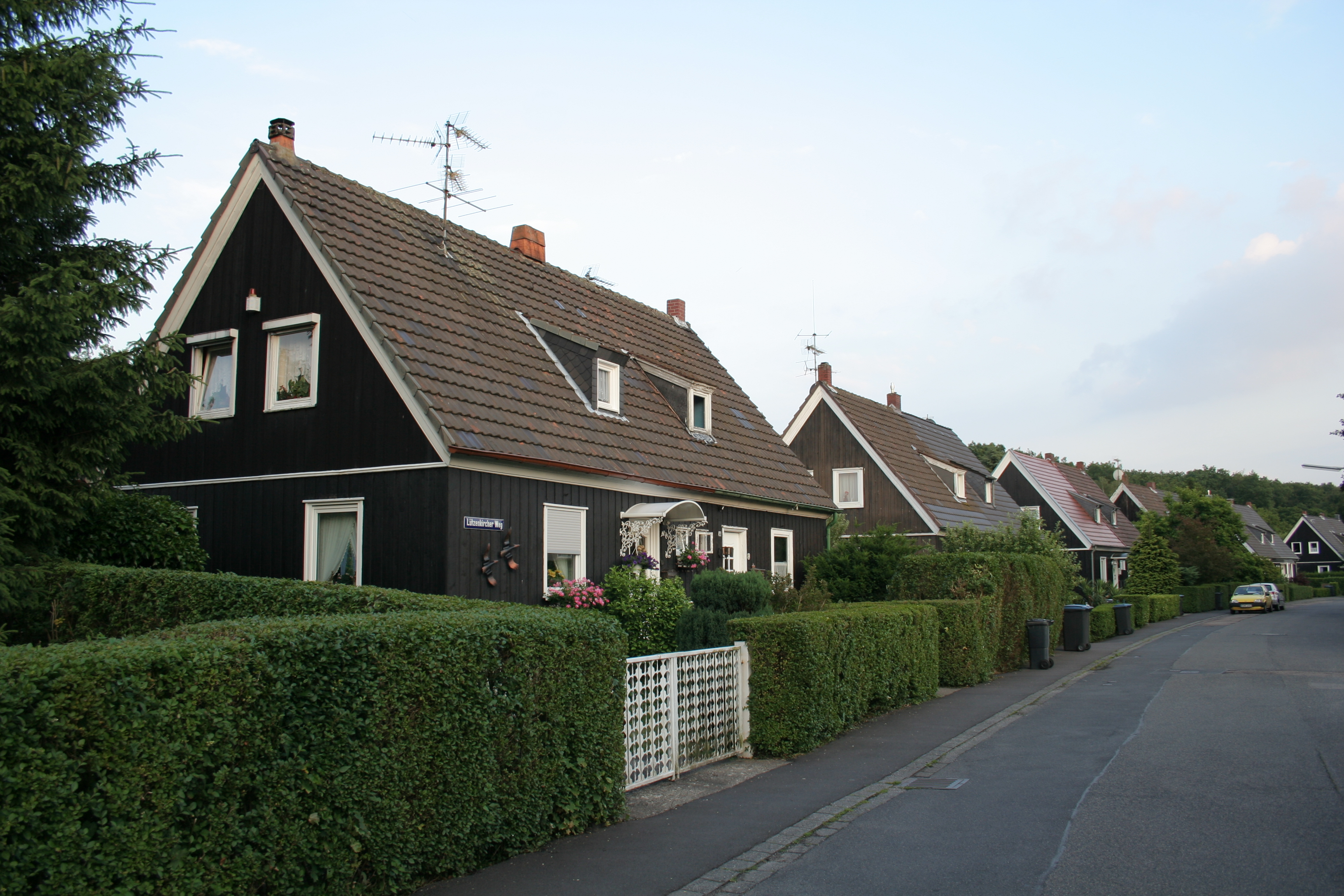
Häuser der Finnensiedlung

Die Finnensiedlung ist eine denkmalgeschützte Wohnsiedlung in Köln-Höhenhaus an der Ortsgrenze zu Köln-Dünnwald in unmittelbarer Nähe des Dünnwalder Waldes. Die vollständig als Holzfertighaussiedlung ausgeführte Kölner Wohnanlage entstand ab 1942 und umfasst 158 Holzhäuser.

## Geschichte
Die lokale Quellenlage zur Finnensiedlung in Köln-Höhenhaus gilt als schlecht. Schriftliche Dokumente waren bereits in den 1980er Jahren nicht mehr greifbar, Befragungen von Anwohnern, stilistische Einschätzungen und der eingebürgerte Name der Siedlung bildeten die Grundlage für mehrere Versionen ihrer Gründung.
Nach einer Version gelangten die Baumaterialien zur Errichtung der Siedlung während des Zweiten Weltkriegs aus Finnland nach Köln. Es wird berichtet, dass sie ein Geschenk der finnischen Reichsregierung für die Hilfe der deutschen SS während des finnisch-norwegischen Krieges 1939/40 gewesen sind. Tatsächlich hielt sich das Deutsche Reich aufgrund des Hitler-Stalin-Pakts aber mit Hilfen zu Gunsten von Finnland in deren Winterkrieg 1939/40 mit der Sowjetunion zurück. Erst in dem sogenannten Fortsetzungskrieg versuchte Finnland mit deutscher Unterstützung, zuvor an die UdSSR verlorene Gebiete zurückzugewinnen. Am 26. Juni 1944, also in der Zeit der Siedlungsbegründung, wurde mit dem Ryti-Ribbentrop-Vertrag zwischen der Republik Finnland und dem Deutschen Reich de facto ein Militärbündnis geschlossen, das aber letztlich nicht mehr vollzogen wurde. Gesicherte Belege für den Transport einer solchen Menge Baumaterials in den Jahren 1943/44 von Finnland nach Deutschland konnten bislang nicht gefunden werden. Ebenso wenig gibt es Beweise für die gelegentlich vertretene Ansicht, der Gesamtgrundriss solle an die Form eines Finnendolchs erinnern.
Gesichert ist, das die Siedlung ab 1942 als Hilfe für in der Kölner Altstadt ausgebombte Familien unter dem Stichnamen „Neue Heimat“ entstand. Zur Ausführung der Arbeiten wurden dabei, möglicherweise über die Deutsche Arbeitsfront (DAF), Zwangsarbeiter herangezogen. Belegt ist, dass seit ca. 1942/43 etwa 30 Häftlinge der sogenannten „SS-Baubrigade III“, die im Messelager in Deutz untergebracht waren, beim Bau eingesetzt wurden. Die DAF trat nach 1940 mehrfach als Bauherr rechtsrheinischer Kölner Wohnanlagen im Sinne von Hitlers „Sozialem Wohnungsbau“ auf.
Nach dem Ende des Zweiten Weltkriegs wurden die Bauten im Wege der Selbsthilfe von Bombengeschädigten und Kriegsheimkehrern, aber auch durch Firmen fertiggestellt. Eigentümer war die „Gemeinnützige Wohnungs- und Siedlungsgesellschaft Rheinland“; inzwischen befinden sich aber alle Objekte in Privatbesitz.
In der weitgehend noch geschlossen erhaltenen Siedlung (nur zwei Häuser brannten in den 1950er Jahren und 1986 ab) finden vereinzelt Fernsehdreharbeiten statt.

## Baubeschreibung
Die unterkellerten Doppelhäuser wurden auf Grundstücken von etwa 400 m² Größe errichtet. Die traufständigen Bauten sind mit einem Satteldach nebst Dachgaupe gedeckt und verfügten im Innern ursprünglich nicht über ein Bad, sondern lediglich eine Waschküche im Keller. Der Holzaufbau besteht aus dunkel gebeiztem Holz, das ihm in Verbindung mit den weiß abgesetzten Tür- und Fensteröffnungen ein skandinavisches Aussehen verlieh. Insbesondere seit ihrer Veräußerung erfuhren die Wohnhäuser Modernisierungen der Sanitäranlagen, Fenster und Türen.

## Sonstiges
Die Siedlung steht entwicklungsgeschichtlich in einer Reihe mit weiteren 50 Finnensiedlungen oder Finnenhaussiedlungen in Deutschland und Österreich. In heutigen Kölner Stadtgebiet befindet sich eine ähnliche vollständig als Holzhaussiedlung ausgeführte Wohnanlage im Stadtteil Zündorf (für die Angehörigen der Firma Aerostahl, daher auch Luftwaffensiedlung genannt). Diese wurde in den Jahren 1941 bis 1943 erbaut und umfasste ursprünglich 40 Doppelhaushälften in den Straßen Kinkelsmaarweg und Kirschweg. Sie wurden 1969 durch die Bundesvermögensstelle Wahn an die Mieter verkauft. Die meisten Häuser dieser Schwarzen Siedlung wurden später verklinkert oder verkleidet, sodass der ursprüngliche Siedlungscharakter heute weitergehend verloren gegangen ist. Weitere Siedlungen in Köln wurden in Rath (für Reichsbahner) und in Junkersdorf errichtet.